# Étoile olympique La Goulette Kram
Cet article concerne le club de football. Pour les autres sports, voir Étoile olympique La Goulette Kram (basket-ball), Étoile olympique La Goulette Kram (volley-ball).
Maillots
L'Étoile olympique La Goulette Kram (arabe : النجم الأولمبي لحلق الوادي والكرم), plus couramment abrégé en EOGK, est un club tunisien de football fondé en 1968 et basé dans la ville du Kram.
Le club est la section football du club omnisports du même nom.

## Histoire
En 1927 est créé le Club olympique du Kram, avant de fusionner avec l'Étoile goulettoise pour former l'actuel EOGK en juillet 1968.
Basé au Kram, ce club comprend notamment une section de basket-ball, basée à La Goulette, qui a étoffé l'essentiel de son palmarès. Il compte aussi une section de volley-ball et une section de football qui évolue en 2007-2008 en Ligue II avant d'être reléguée en Ligue III ; toutes deux sont basées au Kram.
Cependant, depuis 2014, l'idée de mettre fin à la fusion entre les deux clubs est revenue avec insistance : la section de basket-ball a été ainsi reprise par l'Étoile sportive goulettoise. Par contre, les sections de football et de volley-ball sont revendiquées à la fois par le Club olympique du Kram et par l'Étoile olympique La Goulette Kram qui se partagent pourtant la même infrastructure et le même public. Les deux clubs ont refusé toute concession au point que l'EOGK n'a pas trouvé cette année un effectif suffisant pour son équipe seniors de volley-ball. Toutefois, la recherche d'un accord s'est poursuivie et aboutit le 30 décembre 2015 à une réconciliation qui stipule la spécialisation suivante :
- Football : Club olympique du Kram

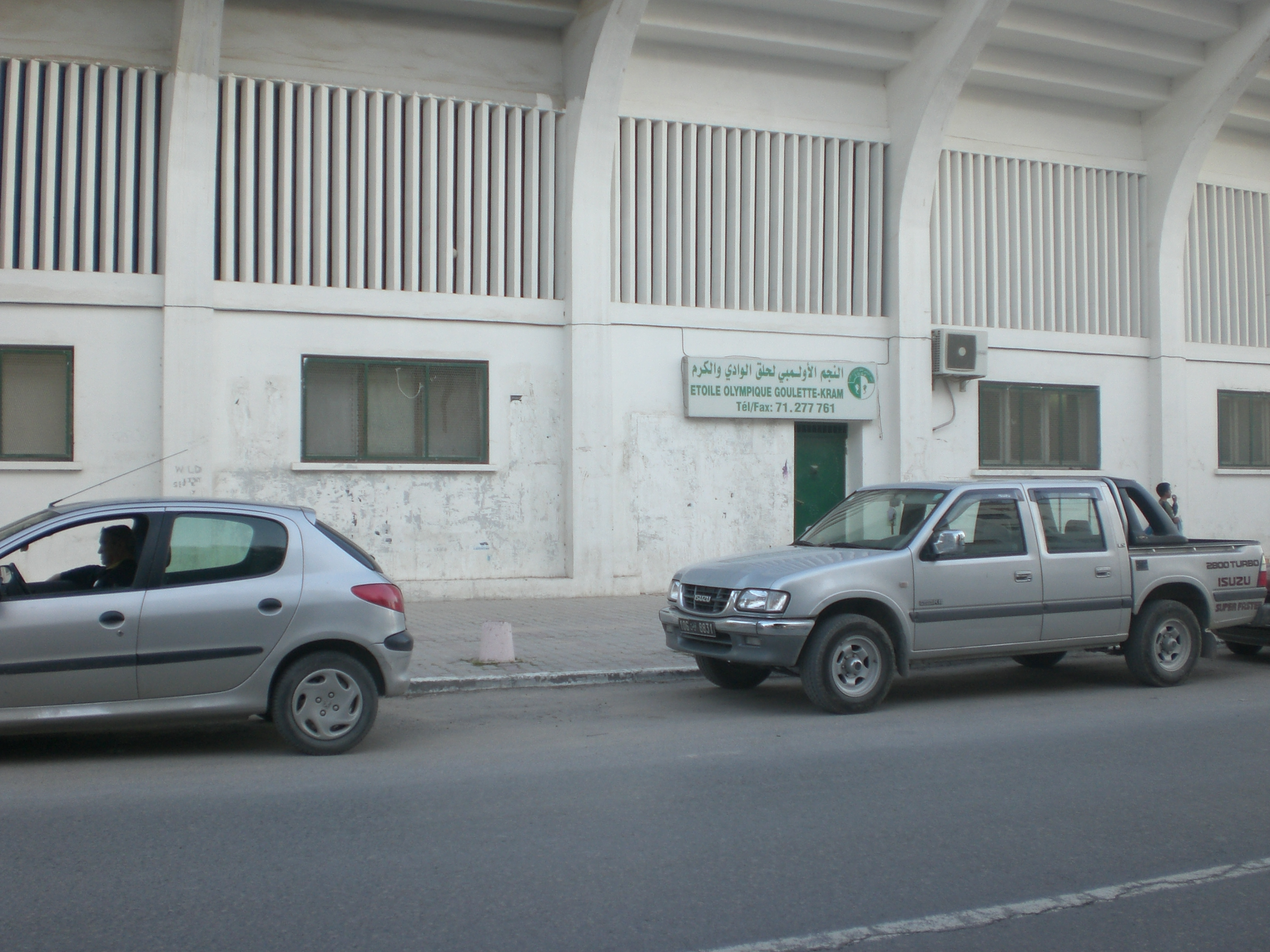
Siège du club au Kram.

- Volley-ball : Étoile olympique La Goulette Kram
- Tennis : Tennis Club du Kram

En novembre 2018, un nouveau bureau directeur prend la tête du club et relance la section de football qui réintègre le stade municipal du Kram, où elle reprend les compétitions officielles et reçoit ses visiteurs.

## Palmarès
| Compétitions nationales                                               |
| --------------------------------------------------------------------- |
| - Championnat de Tunisie de deuxième division (1) : - Champion : 2004 |